# کژشنا
کژشنا (به لهستانی:  Krzeszna) یک روستا در لهستان است که در گمینا ستنژتسا (استان پومرانی) واقع شده‌است.
 کژشنا  ۸۶ نفر جمعیت دارد.